# Antonio Mance
Antonio Mance (Fiume, 7 agosto 1995) è un calciatore croato, attaccante dell'Umm-Salal.

## Carriera

### Club
L'8 febbraio 2017 viene acquistato a titolo definitivo per 300.000 euro dalla squadra slovacca dell'AS Trenčín.
Nel gennaio del 2018 passa in prestito con diritto di riscatto al Nantes, collezionando appena 5 presenze col club francese. Nell'estate seguente si trasferisce all'Osijek, squadra con la quale disputerà tre stagioni, intervallate da due prestiti alla Puskas Akademia e all'Erzgebirge Aue. Nel gennaio del 2023, dopo 66 presenze e 16 reti complessive in Croazia, passa a titolo definitivo al Debrecen, militante nella massima serie ungherese. L'esperienza al Nagyerdei Stadion dura tuttavia appena sei mesi poiché nell'estate successiva raggiunge un accordo con il Zalaegerszeg. Con il club disputa 29 partite, realizzando 16 gol e concludendo la stagione al secondo posto nella classifica marcatori, alle spalle di Barnabás Varga.
Nel luglio del 2024 passa al Umm-Salal, in Qatar.

### Nazionale
Ha giocato nelle nazionali giovanili croate Under-19 ed Under-20.